# Cyrtomomyia incuristans
Cyrtomomyia incuristans är en tvåvingeart som beskrevs av Becker 1913. Cyrtomomyia incuristans ingår i släktet Cyrtomomyia och familjen fritflugor.
Artens utbredningsområde är Etiopien. Inga underarter finns listade i Catalogue of Life.